# Mercedes-Benz M06
Con la sigla Mercedes-Benz M06 (o Daimler-Benz M06) si intende una famiglia di motori a scoppio prodotti dal 1928 al 1934 dalla Casa automobilistica tedesca Daimler-Benz per il suo marchio Mercedes-Benz.

## Storia e caratteristiche

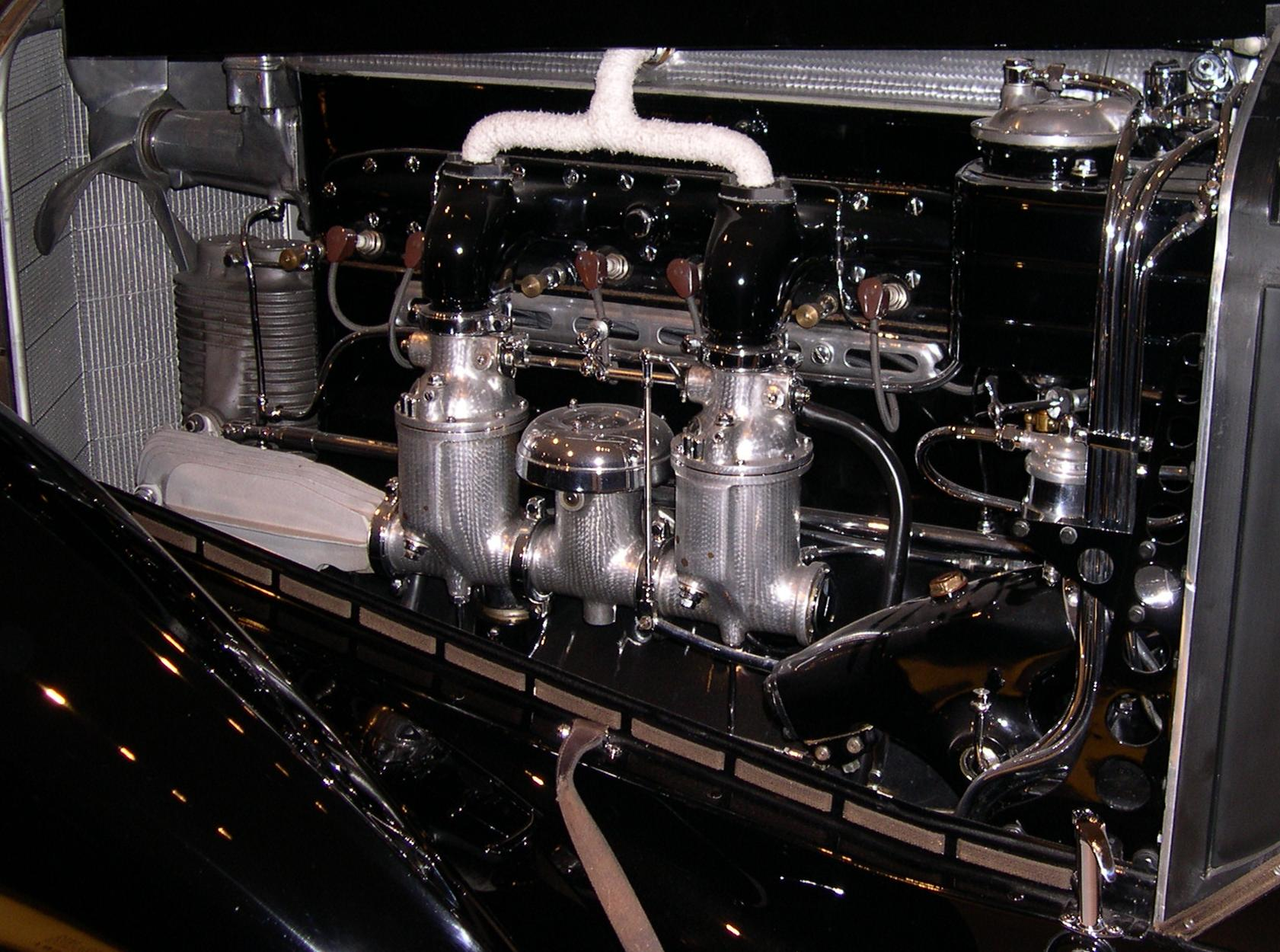
Vista di un motore M06 II sotto il cofano di una Mercedes-Benz SSK

Questo gruppo di motori è probabilmente uno dei più famosi tra i propulsori delle Mercedes-Benz d'anteguerra. In particolare tali motori sono divenuti famosi per il loro impiego nelle grosse Mercedes-Benz SSK e SSKL utilizzate nelle competizioni a cavallo tra la fine degli anni venti e l'inizio degli anni trenta (indimenticabili per gli appassionati sono state le prodezze di Rudolf Caracciola, uno dei più grandi piloti nella storia della Casa tedesca).

I motori M06 nascono da una rivisitazione del motore Daimler M9856, utilizzato sulle primissime Mercedes-Benz 680 Typ S e a sua volta evoluzione del motore M9456 montato sulle Mercedes-Benz 630. Ne riprendono l'architettura generale, ma ne viene incrementato il rapporto di compressione. Come il motore originario di partenza, nato dalla mente del grande Ferdinand Porsche, anche questo nuovo motore è frutto dell'estro del futuro patròn della Casa di Zuffenhausen.

I motori M06 sono nati e si sono diffusi subito sia come 6.8 litri, sia nella più prestante configurazione da 7.1 litri.

Di seguito vengono illustrate le varie versioni e varianti dei motori della famiglia M06.

### M06

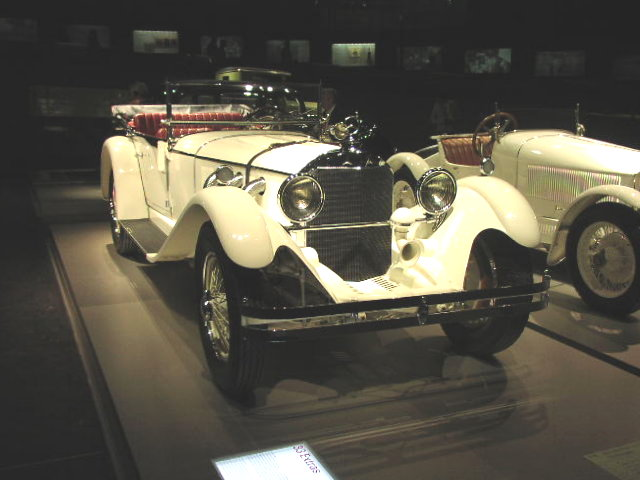
Una Mercedes-Benz Typ S, modello 26/170/225

Il primo membro di questa famiglia di motori è noto con la sigla M06 pura e semplice. È il motore che deriva direttamente dal 6.8 delle prime Mercedes-Benz 680 Typ S. A partire da tale motore, il dott. Ferdinand Porsche, dopo aver incrementato il rapporto di compressione (portato dal valore di 5:1 dei motori M9856 più spinti a 6.2:1), ha montato anche l'accensione a doppia candela. Anche questo motore, come l'unità da cui deriva, è sovralimentato mediante compressore volumetrico Roots.

Di seguito sono riportate per intero le caratteristiche del primo motore M06:
- architettura generale a 6 cilindri in linea;
- monoblocco in lega di alluminio e silicio;
- testata in ghisa;
- monoblocco di tipo sottoquadro;
- alesaggio e corsa: 98x150 mm;
- cilindrata: 6789 cm³;
- testata a due valvole per cilindro;
- distribuzione a un albero a camme in testa;
- rapporto di compressione: 6,2:1;
- alimentazione a carburatore;
- sovralimentazione mediante un compressore volumetrico Roots;
- albero a gomiti su 4 supporti di banco;
- potenza massima: 170 CV a 3200 giri/min senza sovralimentazione, 225 CV a 3300 giri/min a compressore inserito;
- applicazioni: Mercedes-Benz 26/170/225 PS Typ S (1928-30).

Una sottovariante di rilievo è stata preparata per i piloti ufficiali Mercedes-Benz, vantava un rapporto di compressione innalzato a 6.5:1 ed erogava 190 CV da aspirata, raggiungendo a compressore inserito la ragguardevole (per l'epoca) potenza di 250 CV. La vettura che utilizzava questo motore venne così denominata Mercedes-Benz 26/190/250 PS Typ S e venne prodotta unicamente per uso agonistico nel solo anno 1929.

### M06 II

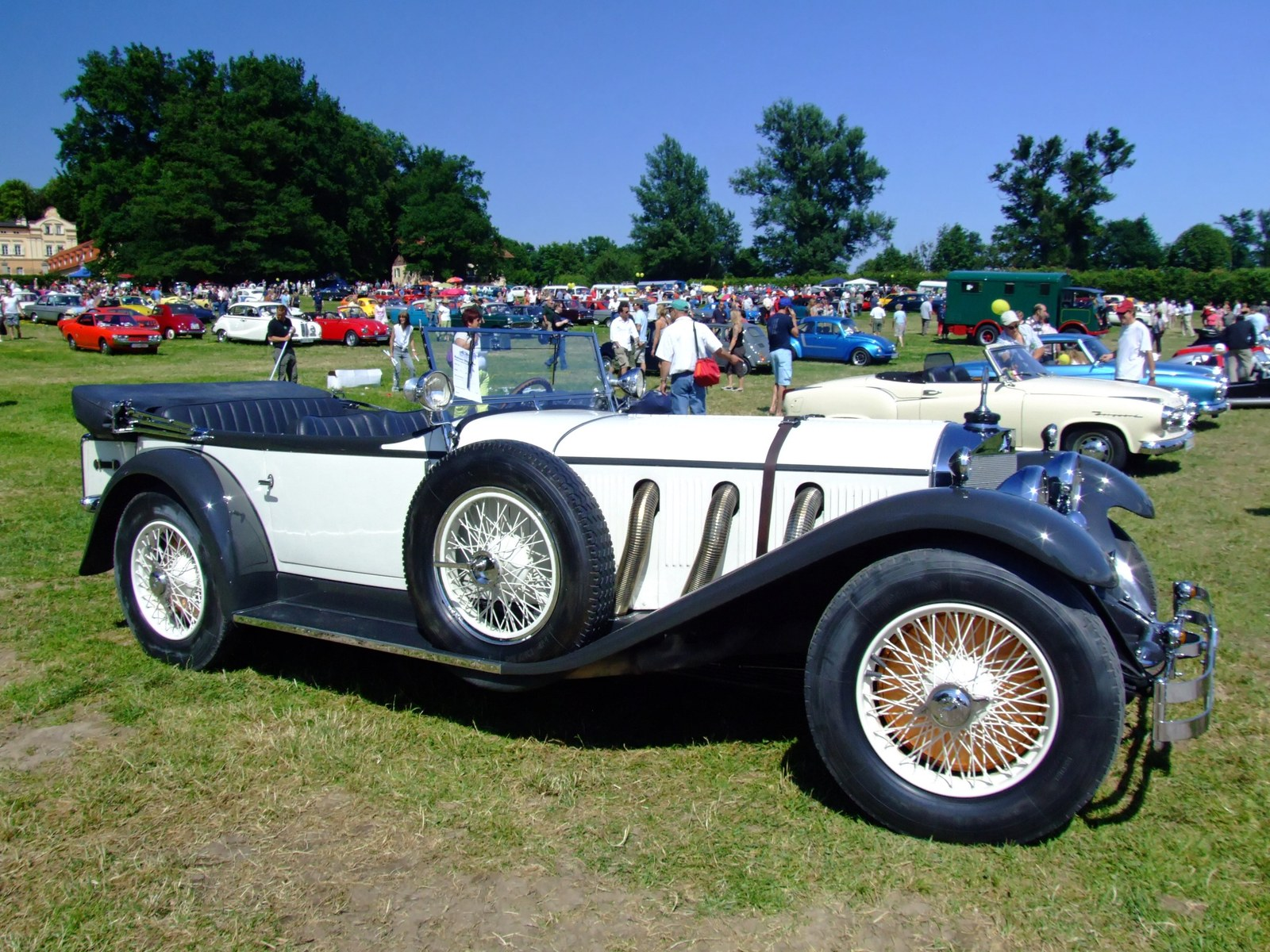
Le Mercedes-Benz SS montavano motori M06 II

La sigla M06 II identifica la variante di cilindrata maggiorata del grosso motore Mercedes-Benz, con cui la famiglia M06 ha fatto il suo esordio. Si tratta quindi anche in questo caso di un motore derivato dal 6.8 litri M9856 piuttosto che dal 6.8 litri M06. Qui la cilindrata è stata portata a 7065 cc grazie all'aumento dell'alesaggio, passato da 98 a 100 mm. Contemporaneamente il rapporto di compressione è passato da 5 a 5.2:1. In configurazione standard questo motore erogava 140 CV senza compressore attivato e 200 CV a 3300 giri/min con compressore inserito. La coppia massima raggiungeva 450 Nm a 1920 giri/min. Una seconda variante erogava la stessa potenza massima, ma con una punta massima di 160 CV in fase aspirata.

Sono esistite comunque alcune varianti di tale motore caratterizzate dal rapporto di compressione invariato a 5:1, come nel motore di derivazione.

Esistono inoltre altre due varianti caratterizzate entrambe dal rapporto di compressione innalzato a 6.2:1. In queste configurazioni la potenza massima raggiungeva 225 e 250 CV.

Tutti questi motori hanno trovato applicazione sulla Mercedes-Benz Typ SS (1928-34). Le varianti da 225 e 250 CV sono state montate anche sulle Mercedes-Benz SSK (1928-32).

Un'ulteriore variante è stata preparata per i piloti delle Typ SS impiegate nelle competizioni sportive. In tale configurazione il motore arrivava a erogare ben 300 CV grazie alla presenza di un compressore maggiorato denominato Elefante.

Per maggior chiarezza, dato il gran numero di varianti, nella seguente tabella sono riportate tutte le varianti relative al motore M06 II, tutte di cilindrata pari a 7065 cc. Ove specificato, le applicazioni si riferiscono a modelli utilizzati esclusivamente in campo agonistico.
| Motore Mercedes-Benz M06 |                          |                             |                          |               |                                              |                    |
| Variante                 | Rapporto di compressione | Potenza CV/rpm              | Potenza CV/rpm           | Coppia Nm/rpm | Applicazioni                                 | Anni di produzione |
| Variante                 | Rapporto di compressione | Con compressore disinserito | Con compressore inserito | Coppia Nm/rpm | Applicazioni                                 | Anni di produzione |
| 1.                       | 5                        | 140/3200                    | 200/3300                 | 450/1920      | Mercedes-Benz 27/140/200 PS Typ S            | 1928-30            |
| 1.                       | 5                        | 140/3200                    | 200/3300                 | 450/1920      | Mercedes-Benz 27/140/200 PS Typ SSK          | 1928-29            |
| 2.                       | 5,2                      | 160/3200                    | 200/3300                 | 450/1900      | Mercedes-Benz 27/160/200 PS Typ SS           | 1930-32            |
| 2.                       | 5,2                      | 160/3200                    | 200/3300                 | 450/1900      | Mercedes-Benz 27/160/200 PS Typ SSK          | 1929-32            |
| 3.                       | 6,2                      | 170/3200                    | 225/3300                 | 458/1900      | Mercedes-Benz 27/170/225 PS Typ SS (da gara) | 1928-34            |
| 3.                       | 6,2                      | 170/3200                    | 225/3300                 | 458/1900      | Mercedes-Benz 27/170/225 PS Typ SSK          | 1928-30            |
| 4.                       | 6,2                      | 180/2900                    | 250/3300                 | 562/1900      | Mercedes-Benz 27/180/250 PS Typ SS (da gara) | 1929-30            |
| 4.                       | 6,2                      | 180/2900                    | 250/3300                 | 562/1900      | Mercedes-Benz 27/180/250 PS Typ SSK          | 1929-30            |

### M06 RS
La più alta evoluzione dei motori M06 si ha con l'arrivo dell'unità M06 RS. Essa deriva direttamente dal motore M06 II da gara, quello da 300 CV. Qui il rapporto di compressione è stato innalzato a 7:1. La potenza massima a compressore inserito rimane invariata, mentre la potenza in configurazione aspirata raggiunge 240 CV. La coppia massima era invece di 689 N·m a 2000 giri/min.

Questo motore è stato montato sulla Mercedes-Benz SSKL (1929-32).